# Imóvel

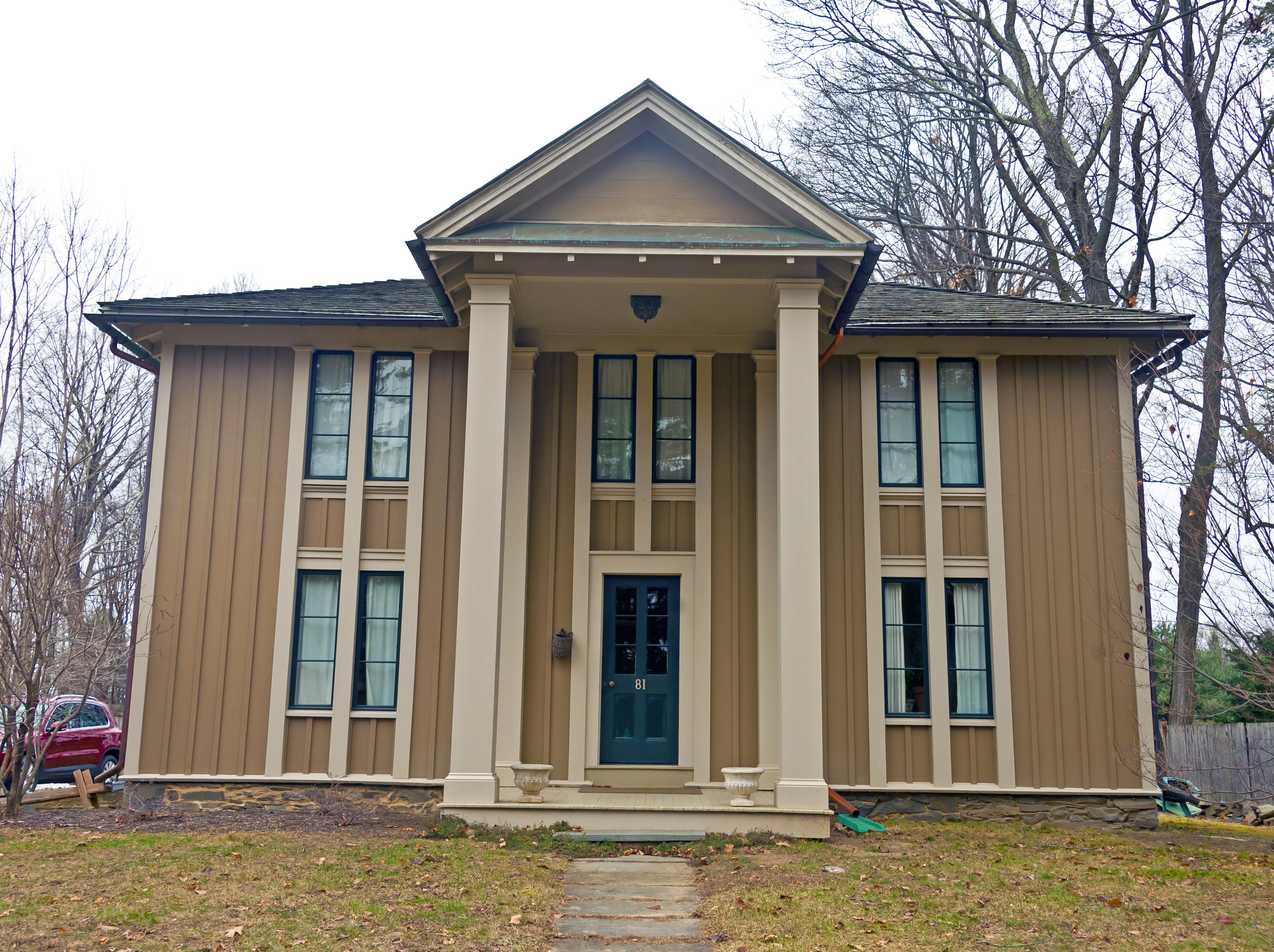
Uma casa é um bem imóvel

Um imóvel é uma categoria de bem classificado como permanente ou fixo, que compreende o solo e tudo que estiver ligado a ele de maneira natural ou artificial, como edifícios, construções, vegetação, recursos minerais e hídricos. Os bens imóveis diferem dos bens pessoais, que não estão permanentemente presos à terra, como veículos, barcos, joias, móveis e ferramentas.

## Principais tipos

### Imóvel residencial
Os imóveis residenciais podem conter estrutura para uma ou mais famílias, que é disponível para ocupação ou para fins não comerciais. Esse tipo de imóvel inclui: condomínios, casas, duplexes, quadruplexes entre outros edifícios.
Também pode incluir propriedades rurais com residência, desde que não estejam diretamente vinculadas a uma atividade agrícola profissional.

### Imóvel comercial
Imóveis comerciais são aqueles utilizados exclusivamente para atividades econômicas, incluindo escritórios, centros comerciais, supermercados, restaurantes, hotéis e outros estabelecimentos de prestação de serviços ou venda de produtos. No Brasil, a legislação distingue os imóveis comerciais de residenciais para fins de tributação, zoneamento urbano e contratos de locação.
Apartamentos também são considerados imóveis comerciais quando pertencem a empresas que os utilizam para gerar renda, mesmo que sejam usados como moradia.

### Imóvel industrial
Imóveis industriais abrangem espaços dedicados à produção, transformação, armazenamento e distribuição de bens. Isso inclui armazéns, fábricas, usinas, centros de logística e instalações de pesquisa tecnológica vinculadas à indústria.

## Imóveis no Brasil
No Brasil, a regulamentação dos bens imóveis é regida principalmente pelo Código Civil brasileiro, além de legislações urbanísticas e fiscais específicas, como o Plano Diretor Municipal e o IPTU. A propriedade e a transferência de imóveis devem ser registradas em cartório de registro de imóveis, garantindo validade jurídica perante terceiros.

## Classificação jurídica
No âmbito jurídico, os bens imóveis são classificados como:
- Imóveis por natureza – o solo e tudo que está ligado a ele de forma natural;
- Imóveis por acessão física – construções e plantações fixadas ao solo;
- Imóveis por determinação legal – direitos reais sobre imóveis, como a servidão e o usufruto, que a lei considera imóveis.